# Лос Љанос де Аридане
Лос Љанос де Аридане (шп. Los Llanos de Aridane) град је у Шпанији у аутономној заједници Канарска Острва у покрајини Санта Круз де Тенерифе. Према процени из 2017. у граду је живело 20 043 становника.

## Становништво
Према процени, у граду је 2017. живело 20 043 становника.
| 2017.  |
| ------ |
| 20 043 |